# Limnodriloides toloensis
Limnodriloides toloensis är en ringmaskart som beskrevs av Erséus 1984. Limnodriloides toloensis ingår i släktet Limnodriloides och familjen glattmaskar. Inga underarter finns listade i Catalogue of Life.